# The Villain (film, 1917)
Pour les articles homonymes, voir The Villain.
Pour plus de détails, voir Fiche technique et Distribution.
The Villain est un film muet américain réalisé par Arvid E. Gillstrom et sorti en 1917.

## Synopsis
Inconnu.

## Fiche technique
- Titre : The Villain
- Réalisation : Arvid E. Gillstrom
- Scénario :
- Photographie : Herman Obrock Jr.
- Montage : Ben H. Cohen
- Producteur : Louis Burstein
- Société de production : King Bee Studios
- Pays de production :  États-Unis
- Langue : intertitres en anglais
- Format : Noir et blanc — 35 mm — 1,33:1 — Son : Muet
- Genre : Comédie
- Durée : 20 minutes
- Date de sortie :
  - États-Unis : 15 juillet 1917

## Distribution
- Billy West : Billy
- Oliver Hardy : Babe
- Florence McLaughlin : Florence
- Bud Ross : Budd
- Ethelyn Gibson :
- Leo White
- Joe Cohen :